# 柴本昌彦
柴本 昌彦（しばもと まさひこ）は、日本の経済学者。神戸大学経済経営研究所准教授。専門は、マクロ経済政策・計量経済学・時系列分析。現在の研究課題は、計量経済学・時系列分析を応用した日本経済の実証研究。

## 経歴

### 学歴
- 平成15年3月 - 大阪大学経済学部経済経営学科卒業
- 平成15年4月 - 大阪大学大学院経済学研究科政策ビジネス専攻修士課程入学
- 平成17年3月 - 大阪大学大学院経済学研究科政策ビジネス専攻修士課程修了
- 平成17年4月 - 大阪大学経済学研究科経済学専攻博士課程入学
- 平成19年9月 - 大阪大学経済学研究科経済学専攻博士課程修了
- 平成19年9月 - 経済学博士（大阪大学）

### 職歴
- 平成19年4月～平成19年6月 日本学術振興会特別研究員（DC2）
- 平成19年10月 - 神戸大学経済経営研究所講師

### 受賞歴
- 神戸大学経済経営研究所 平成18年度兼松フェローシップ入賞 平成19年5月